# Ма-ай
Ма-ай (яп. 間合い, рōм. ma-ai) — термін японських бойових мистецтв, що позначає оптимальний інтервал (відстань і час) взаємодії між суперниками, при якому один із них може атакувати швидше та ефективніше, ніж інший.Слово складається з двох ієрогліфів: 間 (ма) — «простір», «відстань» і 合 (ай) — «злиття», «відповідність». Разом вони буквально означають «відповідна відстань».

## Опис і складові
Ма-ай — це не лише фізична відстань між суперниками, але й:
Часова складова — час, необхідний для переходу на цю відстань і завдання удару;
Кутова складова — положення тіла й зброї відносно противника;
Психологічна (ментальна) складова — невидимі паузи в реакції супротивника (японською 心の間合い, kokoro-no-ma-ai).

## Типи дистанцій у кендо
У кендо традиційно виділяють три типи ма-ай:
Тō-ма (遠間) — далека дистанція. Дає достатньо часу для реакції обох спортсменів;
Іссоку-ітто но ма-ай (一足一刀の間合) або чūма (中間) — середня дистанція, рівна відстані одного кроку з клинком;
Чікама (近間) — близька дистанція, мінімальний часовий буфер.
Приклад у кендо. Суперники тримають техніку на середній відстані (чūма). Один із них різким сильним кроком переходить на чікама і миттєво завдає удар мен, не давши противнику часу на контратаку.

## Типи дистанцій у карате
Карате: поняття дистанції менш формалізоване, однак весь сенс полягає в синхронізації руху й часу для нанесення ударів руками (цукі) та ногами (ґері). Каратист визначає відстань за довжиною витягнутої руки у вихідній стійці та коригує її відповідно до дистанції суперника.
Приклад у карате .У тренуванні іппон-куміте (один удар з протидією) каратист починає з дистанції трохи більшої за довжину своєї витягнутої руки (дзю-май). Коли суперник робить перший крок вперед, виконується швидкий гіяку-цукі (зворотний удар), що демонструє контроль часу й простору одночасно.
Інший приклад — техніка мае-ґері (передній удар ногою) з позиції дзенкуцу-дачі. Каратист утримує дистанцію середнього рівня (чудан), достатню для розгону ноги, але недостатню, щоб противник встиг закрити відстань без ризику отримати удар.

## Ма-ай в інших бойових мистецтвах
Айкідо: художнє використання ма-ай дозволяє виявити момент нестійкості противника і спрямувати його рух проти нього самого. Наприклад, утримуючи оптимальну дистанцію, айкідока чекає на перший крок супротивника й використовує його імпульс.
Ніндзюцу: дистанція визначає не тільки ударну техніку, а й можливість швидкої зміни положення та прихованого маневру.
Порівняння з європейськими традиціями === У європейській фехтувальній школи подібну концепцію позначають як «обріз дистанції» та «tempo». Вона також включає відстань, час переходу та стратегію ініціативи.
Використання за межами бойових мистецтв === Термін іноді застосовують метафорично у бізнесі та переговорах — як оптимальну «відстань» (час і ресурси), при якій можна зробити перший крок для досягнення переваги.